# Definitely Maybe 30 Years Tour
Definitely Maybe 30 Years Tour è un tour musicale di Liam Gallagher per celebrare il trentennale della pubblicazione dell'album Definitely Maybe degli Oasis.
Il tour è partito a Sheffield il 1º giugno 2024 e si articola in varie tappe nel Regno Unito e in Irlanda, per poi proseguire nel resto d'Europa con esibizioni in vari festival.

## Formazione
- Liam Gallagher – voce
- Mike Moore – chitarra
- Paul 'Bonehead' Arthurs – chitarra
- Drew McConnell – basso, seconda voce
- Dan McDougall – batteria, percussioni

## Scaletta
- Rock 'n' roll star
- Columbia
- Shakermaker
- Up in the sky
- Digsy's dinner
- Bring it on down
- Cloudburst
- I will believe
- Half the world away
- D'yer yanna be a spaceman
- Fade away
- Lock all the doors
- (It's good) to be free
- Whatever
- Cigarettes & alcohol
- Married with children
- Supersonic
- Slide away
- Live Forever
- I am the walrus (cover dei Beatles)

## Date
| Data           | Paese            | Città      | Sede (ed evento)            |
| -------------- | ---------------- | ---------- | --------------------------- |
| 1º giugno 2024 | Inghilterra      | Sheffield  | Utilita Arena               |
| 3 giugno 2024  | Galles           | Cardiff    | Utilita Arena               |
| 6 giugno 2024  | Inghilterra      | Londra     | The O2 Arena                |
| 7 giugno 2024  | Inghilterra      | Londra     | The O2 Arena                |
| 10 giugno 2024 | Inghilterra      | Londra     | The O2 Arena                |
| 11 giugno 2024 | Inghilterra      | Londra     | The O2 Arena                |
| 15 giugno 2024 | Inghilterra      | Manchester | Co-op Live                  |
| 16 giugno 2024 | Inghilterra      | Manchester | Co-op Live                  |
| 19 giugno 2024 | Scozia           | Glasgow    | Hydro                       |
| 20 giugno 2024 | Scozia           | Glasgow    | Hydro                       |
| 23 giugno 2024 | Irlanda          | Dublino    | 3Arena                      |
| 24 giugno 2024 | Irlanda          | Dublino    | 3Arena                      |
| 27 giugno 2024 | Inghilterra      | Manchester | Co-op Live                  |
| 28 giugno 2024 | Inghilterra      | Manchester | Co-op Live                  |
| 12 luglio 2024 | Scozia           | Glasgow    | Glasgow Green, TRNSMT       |
| 14 luglio 2024 | Irlanda          | Limerick   | Thomond Park                |
| 9 agosto 2024  | Ungheria         | Budapest   | Sziget Festival             |
| 16 agosto 2024 | Irlanda del Nord | Belfast    | Boucher Playing Fields      |
| 23 agosto 2024 | Inghilterra      | Leeds      | Festival di Reading e Leeds |
| 25 agosto 2024 | Inghilterra      | Reading    | Festival di Reading e Leeds |